# U Nikolajky 31 (Smíchov)
U Nikolajky 31 (též Vila U Bednářů) je secesní dům v pražské ulici U Nikolajky. V roce 1904 postavil tento dům architekt Alois Korda. Vila byla postavena pro radu Václava Řešátka a jeho ženu Marii. Na fasádě zadní strany vily je dosud erb s iniciály tohoto manželského páru.    
Vila se nachází na konci ulice U Nikolajky v prudkém svahu, zvedajícím se za vilou jižním směrem k ulici Na Václavce. Zde architekt Alois Korda postavil druhou secesní vilu Helenka, kde sám bydlel.
Vila u Bednářů má čtvercový půdorys. Nachází se ve vilové čtvrti a je obklopena zahradou. Jedná se o třípodlažní budovu s fasádou natřenou na bílo a četnými střídmými štukovými prvky nazeleno. Od ulice je oddělena zídkou a drátěným plotem. Do přízemí se vstupuje po schodišti dekorovaném jednoduchým kováním. Nad vstupem je socha Panny Marie. Pod valbovou střechou, která je zakryta bobrovkou, je opakující se červený rostlinný motiv. Secesní interiéry jsou zachovány. Vila byla v roce 1993 zapsána na seznam kulturních památek České republiky.

## Galerie

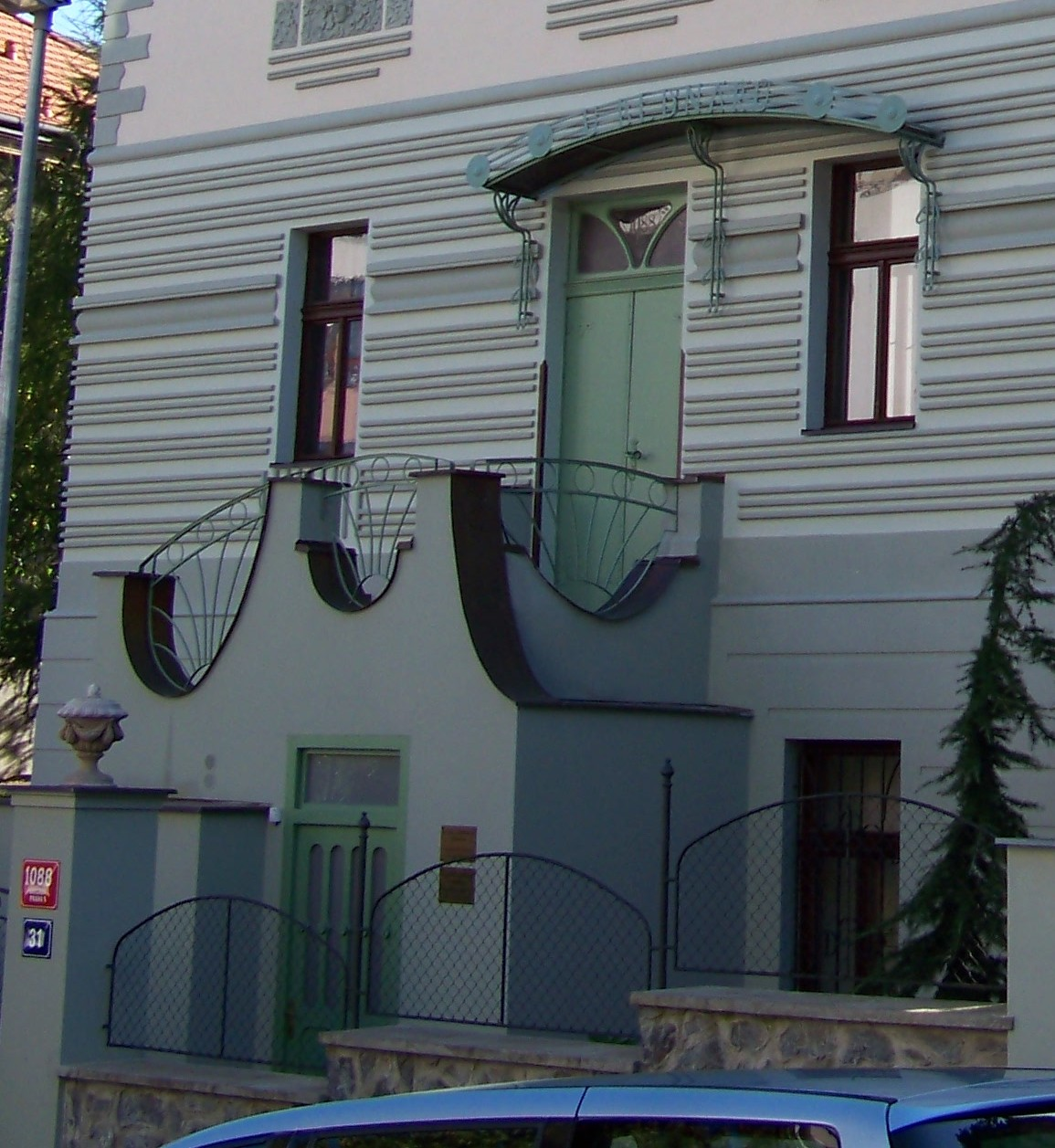
Přístupové schodiště
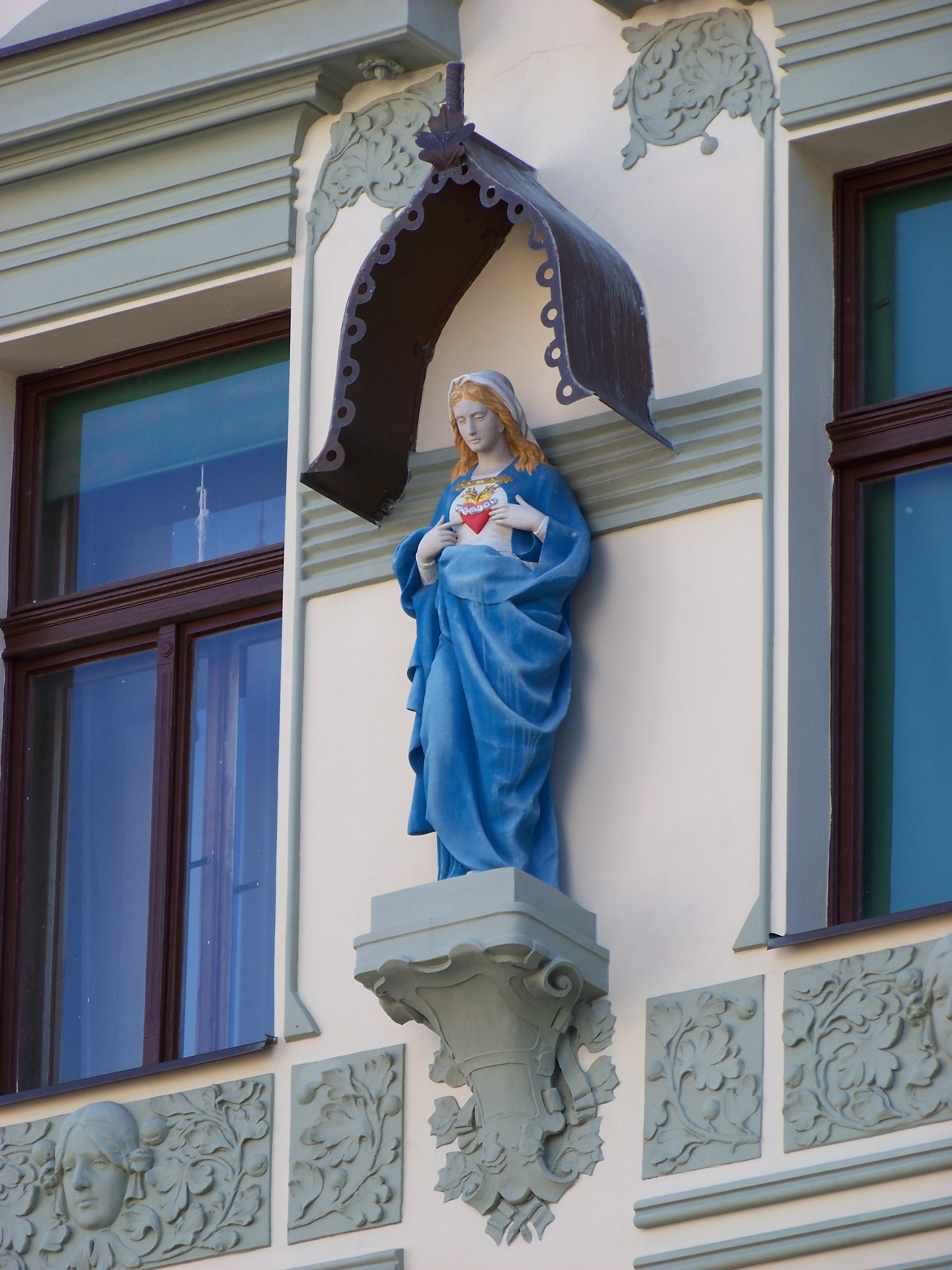
Socha Panny Marie
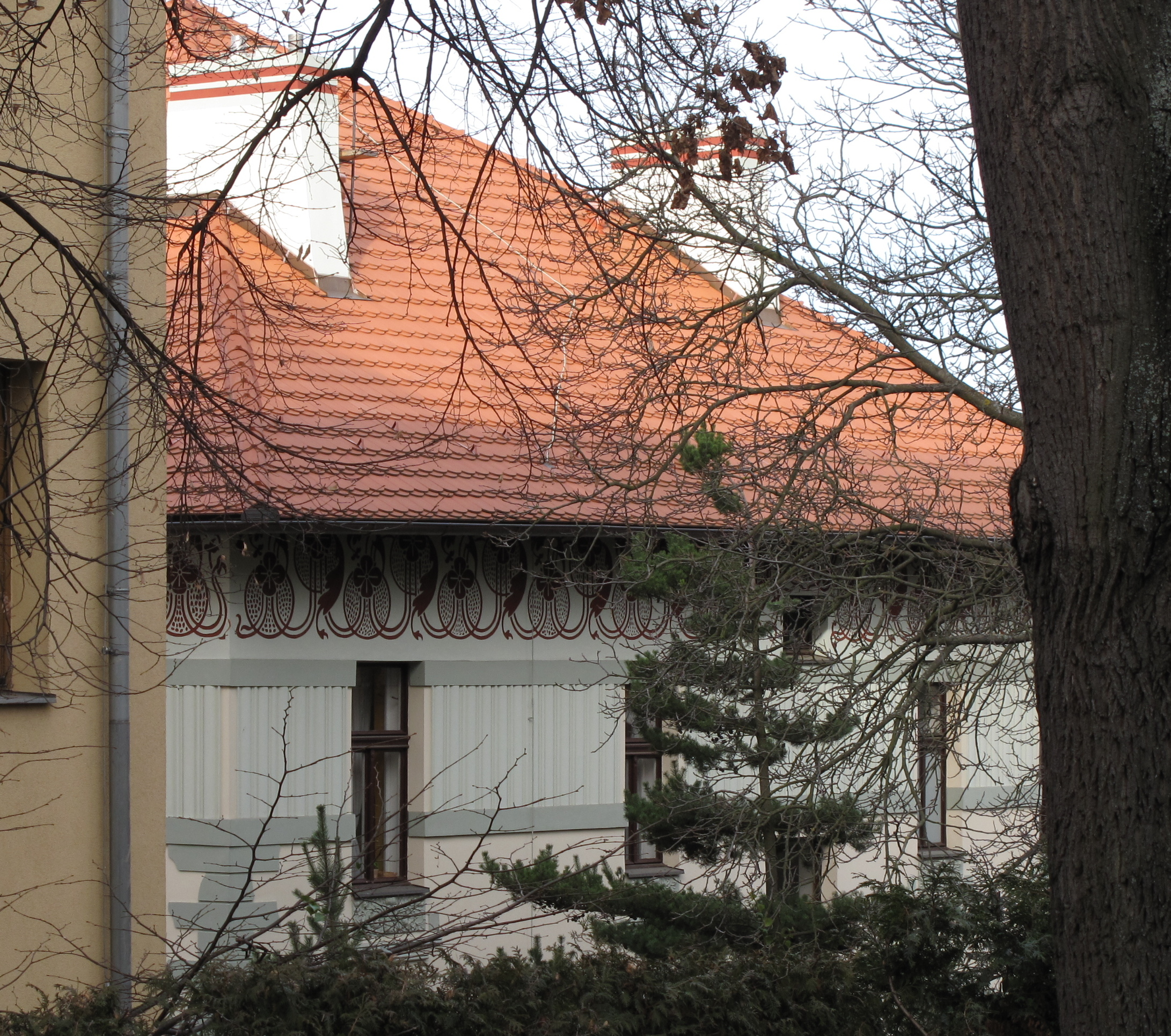
Pohled ze zahrady